# Norman Reedus
Norman Mark Reedus (Hollywood, 6 gennaio 1969) è un attore statunitense.
Attivo in campo cinematografico , televisivo e videoludico, è principalmente noto per il ruolo di Daryl Dixon nella serie televisiva The Walking Dead e per il ruolo di Sam Porter Bridges nel videogioco Death Stranding.

## Biografia
Norman Reedus è nato a Hollywood, in Florida ed è figlio di Marianne Yarber, insegnante, e di Ira Norman Reedus.
La nonna paterna di Reedus era di origine italiana e francese, mentre il nonno aveva origini inglesi, scozzesi e irlandesi. Ha frequentato il Bethany College di Lindsborg, in Kansas, per un semestre.
Reedus ha vissuto in Spagna, Inghilterra e Giappone. Appassionato di moto, quando si trasferì a Los Angeles, lavorò per un negozio di Harley Davidson, svolgendo contemporaneamente l'attività di scultore, fotografo, pittore e regista. Ha esposto le sue opere in gallerie d'arte a New York, Berlino e Francoforte. Ha girato diversi cortometraggi e video musicali agli inizi della sua carriera d'attore. Nel 2005 ha avuto un incidente stradale che lo ha costretto a subire un intervento chirurgico al volto di cui gli è rimasta una cicatrice sul sopracciglio sinistro. Nel 2011 ha partecipato al videoclip Judas di Lady Gaga nel ruolo di Giuda.
Ha recitato in alcuni episodi di Streghe, Masters of Horror e Hawaii Five-0. Dal 2010 è tra i protagonisti della serie televisiva The Walking Dead, in cui interpreta Daryl Dixon. Presta la sua voce e le sue sembianze al protagonista del videogioco The Walking Dead: Survival Instinct tratto dalla serie e al protagonista del videogioco cancellato Silent Hills. All'E3 del 2016, Hideo Kojima annuncia la produzione del videogioco Death Stranding, in cui il protagonista è stato creato sulle fattezze di Reedus. Dal 2016 conduce il programma televisivo Ride with Norman Reedus, reality show dove lui e un ospite della settimana viaggiano attraverso una nuova destinazione su una moto mentre esplorano la cultura dei motociclisti della città e conoscendo le varie tradizioni locali. Nel 2021 entra nel cast della serie Helluva Boss dove dà la voce al personaggio di Striker.

### Vita privata
Ha un figlio, Mingus Lucien Reedus, avuto dalla modella danese Helena Christensen nel 1999.
Ha anche una figlia, Nova, avuta con l'attrice Diane Kruger nel 2018.

## Filmografia parziale

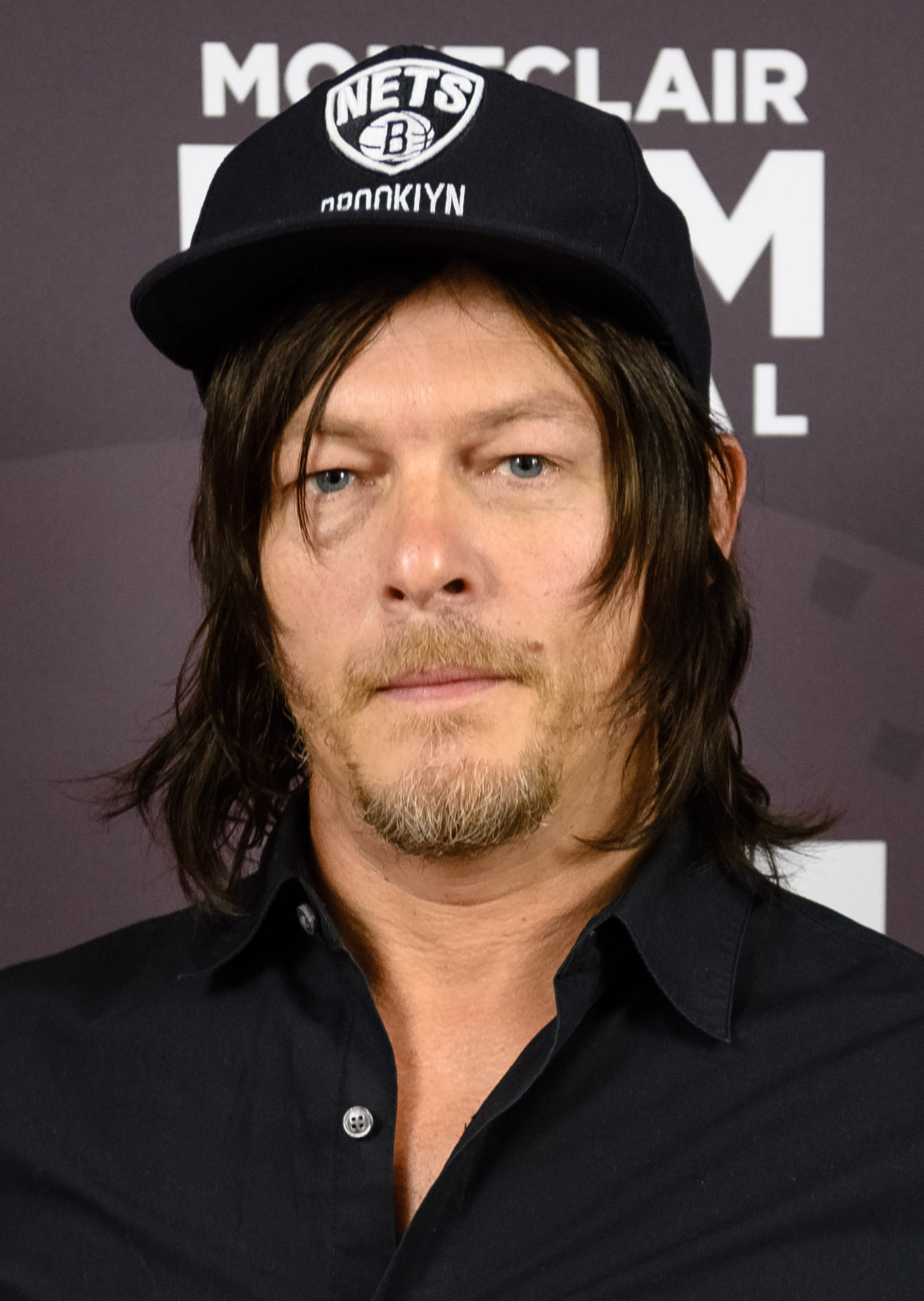
Norman Reedus a maggio 2016

### Attore

#### Cinema
- Floating, regia di William Roth (1997)
- Mimic, regia di Guillermo del Toro (1997)
- Sei modi alla Domenica (Six Ways to Sunday), regia di Adam Bernstein (1997)
- I'm Losing You, regia di Bruce Wagner (1998)
- Dark Harbor, regia di Adam Coleman Howard (1998)
- Reach the Rock, regia di Bill Ryan (1998)
- Davis Is Dead, regia di Ryan Oxford (1998)
- Il Diavolo dentro (Let the Devil Wear Black), regia di Stacy Title (1999)
- 8mm - Delitto a luci rosse (8mm), regia di Joel Schumacher (1999)
- The Boondock Saints - Giustizia finale (The Boondock Saints), regia di Troy Duffy (1999)
- Beat, regia di Gary Walkow (2000)
- Gossip, regia di Davis Guggenheim (2000)
- Preston Tylk, regia di Jon Bokenkamp (2000)
- Sand, regia di Matt Palmieri (2000)
- The Beatnicks, regia di Nicholson Williams (2001)
- Luster, regia di Everett Lewis (2002)
- Blade II, regia di Guillermo del Toro (2002)
- Deuces Wild - I guerrieri di New York (Deuces Wild), regia di Scott Kalvert (2002)
- Nobody Needs To Know, regia di Azazel Jacobs (2003)
- Octane, regia di Marcus Adams (2003)
- Overnight, regia di Tony Montana e Mark Brian Smith (2023)
- Cruel Divana (Tough Luck), regia di Gary Ellis (2003)
- Until The Night, regia di Gregory Hatanaka (2004)
- Ōsama no kampō, regia di Niu Bo (2004)
- Sballati d'amore - A Lot Like Love (A Lot Like Love), regia di Nigel Cole (2005) – non accreditato
- Antikörper, regia di Christian Alvart (2005)
- La scandalosa vita di Bettie Page (The Notorious Bettie Page), regia di Mary Harron (2005)
- Walls, regia di Jack Roberts – cortometraggio (2006)
- A Crime, regia di Manuel Pradal (2006)
- American Gangster, regia di Ridley Scott (2007)
- Hero Wanted, regia di Brian Smrz (2008)
- Dead*Line, regia di Joseph Bakhash – cortometraggio (2008)
- Red Canyon, regia di Giovanni Rodriguez (2008)
- Cadillac Records, regia di Darnell Martin (2008)
- Messengers 2 - L'inizio della fine (Messengers 2: The Scarecrow), regia di Martin Barnewitz (2009)
- Pandorum - L'universo parallelo (Pandorum), regia di Christian Alvart (2009)
- The Boondock Saints 2 - Il giorno di Ognissanti (The Boondock Saints II: All Saints Day), regia di Troy Duffy (2009)
- 8:28 (8 Uhr 28), regia di Christian Alvart (2010)
- Meskada, regia di Josh Sternfeld (2010)
- The Conspirator, regia di Robert Redford (2010)
- Hello Herman, regia di Michelle Danner (2012)
- Night of the Templar, regia di Paul Sampson (2013)
- Sunlight Jr. - Sognando la felicità (Sunlight Jr.), regia di Laurie Collyer (2013)
- Pawn Shop Chronicles, regia di Wayne Kramer (2013)
- Stretch - Guida o muori (Stretch), regia di Joe Carnahan (2014)
- Come ti rovino le vacanze (Vacation), regia di John Francis Daley e Jonathan Goldstein (2015)
- Air - I custodi del risveglio (Air), regia di Christian Cantamessa (2015)
- Sky, regia di Fabienne Berthaud (2015)
- Codice 999 (Triple 9), regia di John Hillcoat (2016)
- Hideo Kojima: Connecting Worlds, regia di Glen Milner[9]
- The Bikeriders, regia di Jeff Nichols (2024)
- Ballerina, regia di Len Wiseman (2025)

#### Televisione
- CSI - Scena del crimine (CSI: Crime Scene Investigation) – serie TV, episodio 2x12 (2002)
- Streghe (Charmed) – serie TV, episodi 5x20-5x21 (2003)
- Masters of Horror – serie TV, episodio 1x08 (2005)
- 13 Graves, regia di Dominic Sena – film TV (2006)
- Law & Order - Unità vittime speciali (Law & Order: Special Victims Unit) – serie TV, episodio 7x22 (2006)
- Hawaii Five-0 – serie TV, episodio 1x01 (2010)
- The Walking Dead – serie TV, 147 episodi (2010-2022)
- Ride with Norman Reedus – programma TV, 35 puntate (2016-in corso)
- The Walking Dead: Daryl Dixon – serie TV, 18 episodi (2023-incorso)

#### Videoclip
- Cats In The Cradle dei Ugly Kid Joe (1992)
- Wicked as it Seems di Keith Richards (1992)
- Violently Happy di Björk (1993)
- Strange Currencies dei R.E.M. (1994)
- Flat Top dei Goo Goo Dolls (1995)
- Fake Plastic Trees dei Radiohead (1995)
- Judas di Lady Gaga (2011)
- Sun Down di Tricky (2014)
- Don't Chase The Dead di Marilyn Manson (2020)
- The Curse of the Blackened Eye di Orville Peck (2022)

#### Videogiochi
- The Walking Dead: Survival Instinct (2013)
- P.T. (2014)
- Silent Hills (2015, cancellato)
- Death Stranding (2019)
- Death Stranding 2: On the Beach (2025)

### Doppiatore
- American Dad! – serie animata, episodio 11×03 (2016)
- S.U.M.1, regia di Christian Pasquariello (2017)
- Helluva Boss – serie animata

### Produttore
- The Walking Dead: Daryl Dixon – serie TV, 12 episodi (2023-2024)

## Riconoscimenti
- British Academy Video Games Awards
  - 2020 – Candidatura alla miglior performance protagonista per Death Stranding[10]
- The Game Awards
  - 2019 – Candidatura alla miglior performance per Death Stranding[11]

## Doppiatori italiani
Nelle versioni in italiano delle opere in cui ha recitato, Norman Reedus è stato doppiato da:
- Francesco Pezzulli in The Walking Dead, Air - I custodi del risveglio, The Walking Dead: Daryl Dixon, Ballerina
- Fabrizio Manfredi in The Boondock Saints - Giustizia finale, The Boondock Saints 2 - Il giorno di Ognissanti
- Riccardo Rossi in Gossip, The Conspirator
- Roberto Gammino in Blade II, Hero Wanted
- Oreste Baldini in Deuces Wild - I guerrieri di New York, Streghe
- Massimiliano Alto in Masters of Horror, Hawaii Five-0
- Simone Mori in 8mm - Delitto a luci rosse
- Massimo De Ambrosis in Octane
- Paolo Vivio in Law & Order - Unità vittime speciali
- Alberto Bognanni in American Gangster
- Vittorio De Angelis in Messengers 2 - L'inizio della fine
- Fabrizio Vidale in Pandorum - L'universo parallelo
- Christian Iansante in Sunlight Jr.
- Roberto Draghetti in Come ti rovino le vacanze
- Andrea Lavagnino in Codice 999

Da doppiatore è sostituito da:
- Andrea Lavagnino in Death Stranding, Death Stranding 2: On the Beach